# Wolfgang Gröbner
Wolfgang Gröbner (Colle Isarco, 2 febbraio 1899 – Innsbruck, 20 agosto 1980) è stato un matematico libero pensatore austriaco-italiano.
In Italia fu allievo di Mauro Picone e Francesco Severi a Roma, diede notevoli contributi all'analisi matematica e alla geometria algebrica: in quest'ultimo campo, Gröbner si impegno a conciliare i classici metodi geometrici della scuola italiana di geometria algebrica con quelli algebrici.
Il suo nome è conosciuto per le basi di Gröbner, usate in geometria algebrica e in algebra computazionale, introdotte dal suo allievo Bruno Buchberger.

## Biografia
Nacque a Gossensass (in italiano: Colle Isarco), nelle Alpi Retiche meridionali, a quel tempo un territorio dell'Impero austro-ungarico ma acquisite dall'Italia dopo la prima guerra mondiale.
Gröbner studiò dapprima ingegneria alla Università tecnica di Graz ma nel 1929 passò a matematica.
Scrisse la sua tesi, Ein Beitrag zum Problem der Minimalbasen (Un contributo sul problema delle basi minimali) nel 1932 all'Università di Vienna; suo relatore fu Philipp Furtwängler. Dopo la laurea svolse ulteriori studi a Gottinga nel campo dell'algebra commutativa sotto la supervisione di Emmy Noether
Quando tornò a Colle Isarco lavorò come ingegnere fin quando conobbe Mauro Picone, ospite nell'albergo della sua famiglia. Nel 1933 Picone lo assunse all'Istituto per le Applicazioni del Calcolo (INAC). Nel 1942, una  delegazione di matematici tedeschi (in divisa da SS),   guidata da Gustav Doetsch, visitò l'INAC.  Gröbner venne convinto a recarsi in Germania per  fondare con  Doetsch una sezione di metodi e modelli matematici, modellata sull'esperienza dell'INAC, all'interno del Deutsche Forschungsanstalt für Luftfahrt, il maggior centro di ricerca dell'aeronautica militare tedesca, di cui Hermann Göring era comandante in capo oltre che delle SS. Dopo la guerra tornò per un breve periodo a Roma, prima di stabilirsi definitivamente all'università di Innsbruck.

## Opere
- (DE) Idealtheoretischer Aufbau der algebraischen Geometrie, 1941.
- (DE) Moderne algebraische Geometrie, 1949.